# Смаллиан, Рэймонд Меррилл
Рэймонд Меррилл Смаллиан (англ. Raymond Merrill Smullyan; 25 мая 1919, Куинс, Нью-Йорк, США — 6 февраля 2017, Нью-Йорк, США) — американский математик, пианист, логик, даосский философ и фокусник-престидижитатор.

## Биография
Родился в семье еврейских эмигрантов российского происхождения Исидора и Розы (Розины) Шмульян (позднее Смаллиан). Отец (уроженец местечка Жагоры Ковенской губернии) был выпускником Антверпенского университета, играл на скрипке и занимался производством канцелярских товаров; мать (Розина Смаллиан, урождённая Фриман, 1875—1961) была художницей и играла на фортепиано.
Учился в одном классе с Ричардом Фейнманом, будущим физиком. В детстве брал уроки фортепиано у Виктора Хуттенлохера и скрипки у Рэймонда Хуттенлохера. В 1931 году получил золотую медаль на конкурсе пианистов Ассоциации музыкальной недели Нью-Йорка. В 1961—1968 годах преподавал в Иешива-университете, с 1968 года — в Колледже Леман, с 1982 года — в Индианском университете.
Автор многочисленных научно-популярных книг по логике и математике: о логических загадках и парадоксах, передовых концепциях логики, например, о теореме Гёделя о неполноте. В его книге о шахматах «Шахматные приключения Шерлока Холмса» (англ. The Chess Mysteries of Sherlock Holmes; 1979) в стиле произведений Артура Конан Дойля о Шерлоке Холмсе и Докторе Ватсоне описано введение в ретроспективный анализ.
Кроме того, написал несколько книг о даосской философии, в которых предпринята попытка разрешения большинства философских проблем и интеграции математики, логики и философии.
Его брат Эмиль (Emile Benoit Smullyan, 1909—1978) — американский социолог. Двоюродный брат — канадский демограф Натан Кейфиц (1913—2010).

## Список произведений на английском языке

### Логические головоломки
- (1978) What Is the Name of This Book?
- (1979) The Chess Mysteries of Sherlock Holmes
- (1981) The Chess Mysteries of the Arabian Knights
- (1982) The Lady or the Tiger?
- (1982) Alice in Puzzle-Land
- (1985) To Mock a Mockingbird
- (1987) Forever Undecided
- (1992) Satan, Cantor and Infinity
- (1997) The Riddle of Scheherazade
- (2007) The Magic Garden of George B. And Other Logic Puzzles, Polimetrica (Monza/Italy)
- (2009) Logical Labyrinths, A K Peters
- (2010) King Arthur in Search of His Dog and Other Curious Puzzles, Dover

### Философия
- (1977) The Tao is Silent
- (1980) This Book Needs No Title
- (1983) 5000 B.C. and other philosophical fantasies
- (2002) Some Interesting Memories: A Paradoxical Life
- (2003) Who Knows?: A Study of Religious Consciousness
- (2009) Rambles Through My Library, Praxis International

### Научные труды
- (1961) Theory of Formal Systems
- (1968) First-Order Logic
- (1992) Gödel’s Incompleteness Theorems
- (1993) Recursion Theory for Metamathematics
- (1994) Diagonalization and Self-Reference
- (1996) Set Theory and the Continuum Problem

## На русском языке
- Как же называется эта книга? Пер. с английского и предисл. Ю. А. Данилова. — М.: Мир, 1981. — 238 с.
- Принцесса или тигр? Пер. с английского И. Е. Зино. М.: Мир, 1985. — 221 с.; М.: ИД Мещерякова, 2009. — 352 с.
- Алиса в стране смекалки. Пер. с английского Ю. А. Данилова, рис. Г. Фиттинга. М.: Мир, 1987. — 182 с., ил.
- Приключения Алисы в Стране Головоломок. Пер. с английского Е. А. Трофимовой., илл. Н. М. Крашина. М.: Просвещение, 2008. — 176 с.
- Молчаливое Дао. Пер. с английского В. В. Целищева. — М.: Канон+ РООИ «Реабилитация», 2012. — 224 с.
- Шахматные тайны. 100 труднейших задач, связанных с расследованиями в области шахмат. Пер. с английского П. Быстрова. М.: Канон+ РООИ «Реабилитация», 2012. — 240 с.
- Загадка Шахразады и другие удивительные древние и современные головоломки. Пер. с английского П. Быстрова. М.: Лори, 2012. — 260 с.
- Вовеки неразрешимое. Путь к Геделю через занимательные загадки. Пер. с английского В. В. Целищева. — М.: Канон+ РООИ «Реабилитация», 2012. — 303 с.
- Вовеки неразрешимо. Головоломное руководство по Геделю. Пер. с английского П. Быстрова. — М.: Лори, 2013. — 316 с.
- Передразнить пересмешника и другие логические загадки, включая увлекательное путешествие в комбинаторную логику. Пер. с английского П. Быстрова. — М.: Лори, 2013. — 328 с.
- Загадки Шехерезады и другие удивительные головоломки. Пер. с английского Н. Кузьминова. М.: Зебра Е, 2013. — 256 с.
- Сатана, Кантор и бесконечность, а также другие головоломки. Пер. с английского П. Быстрова. — М.: Лори, 2014. — 364 с.
- Чародей и магия бесконечности. Развивающие загадки. Пер. с английского Н. Кузьминова. — М.: Зебра Е, 2017. — 272 с.
- Король Артур в поисках своей собаки и другие удивительные истории. Пер. с английского П. Быстрова. — М.: Лори, 2019. — 192 с.
- Все дело в логике. Пер. с английского П. Быстрова. М.: Канон+ РООИ «Реабилитация», 2019. — 208 с.
- Эта книга не нуждается в названии: запас живых парадоксов. Пер. с английского П. Быстрова. М.: Канон+ РООИ «Реабилитация», 2020. — 272 с.
- 5000 до Р. Х. и другие философские фантазии: загадки и парадоксы, загадки и рассуждения. Пер. с английского П. Быстрова. М.: Канон+ РООИ «Реабилитация», 2020. — 288 с.
- Кто знает? Исследование религиозного сознания. М.: Канон+ РООИ «Реабилитация», 2020. — 240 с.